# 關取
關取（日语：／ Sekitori */?），是大相撲幕内和十兩力士的統稱，與之相對的是幕下力士（正式稱呼是力士養成員）。

## 概要
相撲選手昇至十兩級別，就被其他相撲選手承認為正式的相撲力士，可享有這些權利：
- 獲日本相撲協會正式支付月薪，每次比賽獲勝可得現金賞金，引退時可得退職金
- 入場時可使用化妝兜裆布（比賽時不一定耍用黑色兜裆布）
- 訓練時可穿白色兜裆布（幕下力士只可穿黑色兜裆布）
- 訓練後可優先洗澡和用膳，生活自由度較高(也不須負責部屋日常雜務)
- 在土俵下等待比賽時有專用座墊（幕下的則要與別人共用）
- 被別人用稱呼，幕下的則不須敬稱
- 可穿較高級的和服
- 未婚者在相撲部屋中可享有私人生活的房間
- 可以結婚，婚後不一定要住在相撲部屋中
- 可以扎大銀杏（おおいちょう）髮髻
- 可以有隨從服侍（多是低位階的師弟）
- 如成績優秀和比賽日子長久，可成為日本相撲協會的年寄
- 比賽或外出巡業時可乘飛機
- 有個人的後援會

關取也有他們的手形（掌印）作為簽名送給他們的支持者。
當力士獲得關取地位時，如果他有足夠的知名度，他可以擁有一個名為後援會的支持者俱樂部。後援會員會集資製作一條化妝兜裆布送給他，後援會會員也可在比賽後與他們直接接觸。